# 麻雀の役の複合
麻雀における役の複合（やくのふくごう）とは複数の役が矛盾しない形で同時に成立する状態のことをいう。役が複合すれば飜数は全て加算されるため、麻雀では常に役の複合を意識してプレイすることになる。

## 概要
麻雀の手作りにおいて1回のアガリで同時に複数の役が成立している場合、すべての成立役を加算して点数計算を行う。例えば下図のようなアガリの場合、
 ツモ ドラ表示牌
タンヤオ・平和・ツモ・三色同順の計4役にドラ1枚が複合して、合計6飜のアガリとなる。つまりこのような状態が、「それぞれの役およびドラが互いに複合している状態」である。
配牌とツモに恵まれ、まともな手作りを経ればより多くの役を複合させて高得点を得ることができる。上の牌姿の場合、さらに立直を掛けていれば一発や裏ドラなどが複合して、より高い得点になる可能性もある。このように麻雀とは、色々な牌の組み合わせでアガリ形を作るゲームであると同時に色々な役を狙い、それら可能な役をいくつも複合させてより高い手を狙うゲームでもある。
もちろん、諸々の理由により他の役が1つも複合しない最終形ができあがることは少なくない。例えば下のような牌姿で立直を掛けたとすると、
 ロン ドラ表示牌 裏ドラ表示牌
ツモ和了であれば三暗刻が複合したがロン和了だったためにこれが付かず、裏ドラも乗らなかったため結果としてリーチ以外に役が複合しない手になってしまった。このようなリーチのみの手、あるいは役牌のみの手や一盃口のみの手など他の役が一つも複合していない手は「ノミ手」と呼ばれる。
なお、役の複合に関してはいくつかの制約があり、これは次節で詳説する。

## 複合における制約
基本的にはまず手牌を面子ごとに分解し、その形が複数の役の条件に合致していれば全ての役が複合する。ただし、以下に示すような条件がある。

### 上位の役に含まれる下位の役は複合しない
役Aの条件を満たせば自動的に役Bの条件も満たされるような場合、役Aは役Bの上位の役であると言う(役Aで使用する牌の一部で役Bも構成できる、という際も言うことがある。例えば大三元は小三元の上位役であるなど)。この時、役Bは複合せず役Aだけをカウントする。例えば清一色が付けば混一色は付かない。清一色は混一色の条件を自動的に満たすからである。同様に二盃口は一盃口の上位役、ダブル立直は立直の上位役、混老頭および純全帯么九は全帯么九の上位役で、上位役の成立に際して同時に下位役を複合させることはできない。但し例外として立直と一発、小三元と三元牌のうち2つ、混老頭と対々和、七対子のいずれか片方は複合する。

### 面子の分け方ごとに成否が異なる役同士は複合しない
2通り以上の面子の分け方がある場合、まず面子の解釈方法を決めてから役を決定する。したがって、別々の面子解釈において成立する役同士は複合できない。
（例1） ロン
萬子の部分を  と分ければ、この9枚は3つの暗刻となり、三暗刻が成立する。
その一方で、  と分ければ、この部分は3つの順子となり、平和と一盃口と純全帯么九が成立する。
しかし両者で面子の分け方が異なるため、「三暗刻」と「平和・一盃口・純全帯么九」を複合させることはできない。すなわち点数計算の際にはいずれか片方の解釈を選択することになり、両方を同時にカウントすることができない。なお、このケースでは前者「三暗刻のみ」と解釈するより後者「平和・純全帯么九・一盃口」で計算した方が得点が高くなるため、高点法の原則により常に後者を選択することになる。
（例2） ロン
和了形を      と分ければ、和了形は7つの対子となり、七対子が成立する。
その一方で、    と分ければ、和了形は4つの順子と1つの雀頭となり、二盃口が成立する。
しかし両者で面子の分け方が異なるため、「七対子」と「二盃口」を複合させることはできない。すなわち点数計算の際にはいずれか片方の解釈を選択することになり、両方を同時にカウントすることができない。なお、このケースでは前者「七対子」と解釈するより後者「二盃口」で計算した方が得点が高くなるため、高点法の原則により常に後者を選択することになる。また二盃口は七対子の上位役であると言われることがあるが、この例のように和了形の解釈が全く異なるためにそれは誤りである。

### 同じ役どうしは複合しない
1つの役は別の面子の組み合わせがあったとしても、2役分カウントすることはできない。
（例） ロン
この形を、A    B    C    D    雀頭  と分解したとき、ABCとABDで三色同順が二度成立するようにも見えるが、これは認められない。1つの三色同順と一盃口が認められるのみである。
ただし飜牌及びドラは例外で、飜牌の場合は面子数分（連風牌の場合は2面子分カウントする）、ドラの場合はその枚数分の飜が付く。

### 流し満貫はどの役とも複合しない
流し満貫は手牌に無関係な特殊形のため、他の役と一切複合しない。

## 役満の場合
役満が成立している場合、得点計算上は他の役は全て無視される。これは「役満以外の役は役満とは複合しない」とも「役満以外の役は役満と複合しても無視される」とも取れる。どちらの解釈でも得点は全く変わらないが、完全先付けのルールでは「役の成立」の是非を巡り問題になることがある。
（例） ツモ ドラ表示牌
この手牌の和了役は四暗刻である。2の三色同刻とタンヤオ、さらにドラ3枚が複合しているが役満の和了であるため、これらの通常役はすべて無視される。もちろんツモ和了ではなくロン和了の場合は四暗刻が成立しないため、通常役すべてを加算して点数計算を行う。その場合、和了役は「タンヤオ・対々和・三暗刻・三色同刻・ドラ3」となる。
なお、役満同士で複合している場合でも基本的にシングル役満分のやり取りしか行われないが、複数の役満をカウントしてダブル役満・トリプル役満と計算するルールもある。詳細は麻雀の得点計算および役満貫を参照のこと。